# Ziion Best
Ziion Best (* im 21. Jahrhundert) ist ein amerikanisch-samoanischer Fußballspieler auf der Position eines Mittelfeldspielers, der im Jahr 2024 in der amerikanisch-samoanischen Fußballnationalmannschaft debütierte.

## Karriere
Im Zuge der OFC-Qualifikation zur Weltmeisterschaft 2026 trat Amerikanisch-Samoa am 6. September 2024 im National Soccer Stadium von Samoa im Halbfinale der 1. Runde gegen Samoa an und verlor dieses Spiel mit 0:2, was das vorzeitige Aus bei der WM-Qualifikation bedeutete. Best saß bei dieser Begegnung uneingesetzt auf der Ersatzbank seines Teams. Drei Tage später absolvierte Amerikanisch-Samoa ein freundschaftliches Länderspiel gegen die ebenfalls im Halbfinale der 1. Runde ausgeschiedenen Cookinseln und gewann dieses Spiel mit 2:1. Ziion Best kam in dieser Partie von Beginn an und über die volle Spieldauer zum Einsatz.